# Des filles dans le vent
Des filles dans le vent (Confissões de Adolescente) est une série télévisée brésilo-française en 49 épisodes de 26 minutes, basée sur la nouvelle autobiographique du même titre de Maria Mariana et diffusée du 22 août 1994 au 30 novembre 1996 sur le réseau TV Cultura.
En France, 29 épisodes issus de la saison 2 et 3 ont été diffusés en matinée du 22 septembre au 2 novembre 1999 sur TF1. La série a ensuite été rediffusée sur TF1 en matinée du 14 février au 22 mars 2000 et enfin du 8 juillet au 7 août 2000. 

## Synopsis
Dans les deux premières saisons, la série suit le quotidien de quatre adolescentes : Diana, Bárbara, Carol et Natália, à Ipanema et aborde des sujets de société comme la drogue, le sexe ou l'avortement...Les adolescentes s'expriment face caméra, à la manière d'un documentaire.
La troisième saison suit la vie de Diana et Natália, en vacances dans une famille française, et de leur jeune sœur, Carol, restée à Rio de Janeiro avec leur père.

## Distribution
- Maria Mariana (pt) : Diana
- Georgiana Góes (pt) : Bárbara
- Danièle Valente (pt) : Natália
- Deborah Secco : Carol (première saison)
- Camila Capucci : Carol (deuxième saison)
- Luiz Gustavo : Paulo
- Veronica Antico : Stéphanie (troisième saison)
- Claudine Ancelot : Hélène (troisième saison)
- Jean-Luc Moreau : Vincent (troisième saison)
- Marie-Provence : Béatrice (troisième saison)
- Romain Redler : Patrick (troisième saison)

## Épisodes

### Première saison (1994-1995)
1. Primeiro Beijo
2. É o Maior!
3. O Que Eu Vou Ser Quando Crescer?
4. A Melhor Amiga
5. Um Realce Para o Papai
6. Liberdade Tem Limite
7. Bárbara Vai a Luta
8. A Bela e a Fera
9. Chegou o Verão!
10. Essa Tal de Virgindade
11. Ainda Não!
12. A Tragédia
13. Despertar da Primavera
14. Maria Vai com as Outras
15. A Lei de Paulo
16. Que Droga!
17. A Eleição
18. O Guru
19. Mamãe Noel
20. Uma Mulher Moderna
21. Histórias de Amor
22. Por um Triz

### Deuxième saison (1996)
1. O Príncipe Encantado
2. Ética Cibernética
3. Pais Demais
4. Independência ou Morte
5. Vida Selvagem
6. No Meu ou no Seu?
7. O Atentado
8. Romance FM
9. Febre de Amor
10. Pai do Século XX
11. Socorro
12. O Assédio
13. Torcida Organizada
14. Paris Lá Vou Eu!

### Troisième saison (1996)
1. O Duelo
2. Amores Descontrolados
3. Pagando Mico
4. Um Amor, uma Cabana e Nada Mais
5. A Iniciação
6. O Regime
7. Virgem Nunca Mais!
8. Somos Todos Iguais?
9. O que Passou, Passou
10. Fugindo de Casa
11. Festa de Aniversário
12. Certo ou Errado
13. Questão de Idade

## Épisodes diffusés en France
1. Les meilleures ennemies
2. Véronique orthopédique
3. D'amour et d'eau fraîche
4. Un amour pot de colle
5. L'initiation
6. Des kilos plein la tête
7. La première fois
8. Un nouveau pote pour Tante Yvonne
9. Le secret
10. Sympa la copine
11. Un œil au beurre noir
12. Attention, Maman rajeunit
13. C'est bien ou c'est mal ?
14. Un petit ami un peu trop vieux
15. Le prince charmant (O príncipe encantado)
16. Pirate cybernétique
17. Trop de pères (Pais demais)
18. L'indépendance ou la mort (Independência ou morte)
19. La Vie sauvage (Vida selvagem)
20. C'est pas un moulin ici
21. Histoires de bébés
22. L'explosion
23. Passion FM
24. Fièvre d'amour
25. Père du XXIe siècle
26. Au secours
27. Va pas trop vite
28. Les supporters
29. Paris, nous voilà

## Autour de la série
- La série était uniquement produite par le Brésil lors des deux premières saisons. Cependant, après avoir visionné les premiers épisodes à Cannes, les dirigeants de TF1 ont souhaité acquérir les droits de cette série[4].
 C'est pourquoi la société de production française Marathon a co-produit la troisième saison avec TV Cultura en 1996[5] qui a été tournée en France.
- En France, la série a eu une diffusion confidentielle. En effet, elle a été programmée tardivement, à la rentrée 1999, tôt dans la matinée[6]. Seuls des épisodes issus des saisons 2 et 3 ont été diffusés.
- Un film au même nom que la série, et adopté du récit autobiographique de Maria Mariana, est sorti au Brésil en 2014. Les quatre actrices de la série d'origine apparaissent dans ce film, mais incarnent des rôles différents dans ce film intitulé : Confissões de Adolescente[7]. Ce film est inédit en France.

## Nominations et récompenses
- En 1995, la série a été nommée aux International Emmy Awards dans la catégorie meilleure série pour la jeunesse[4].